# Leacht

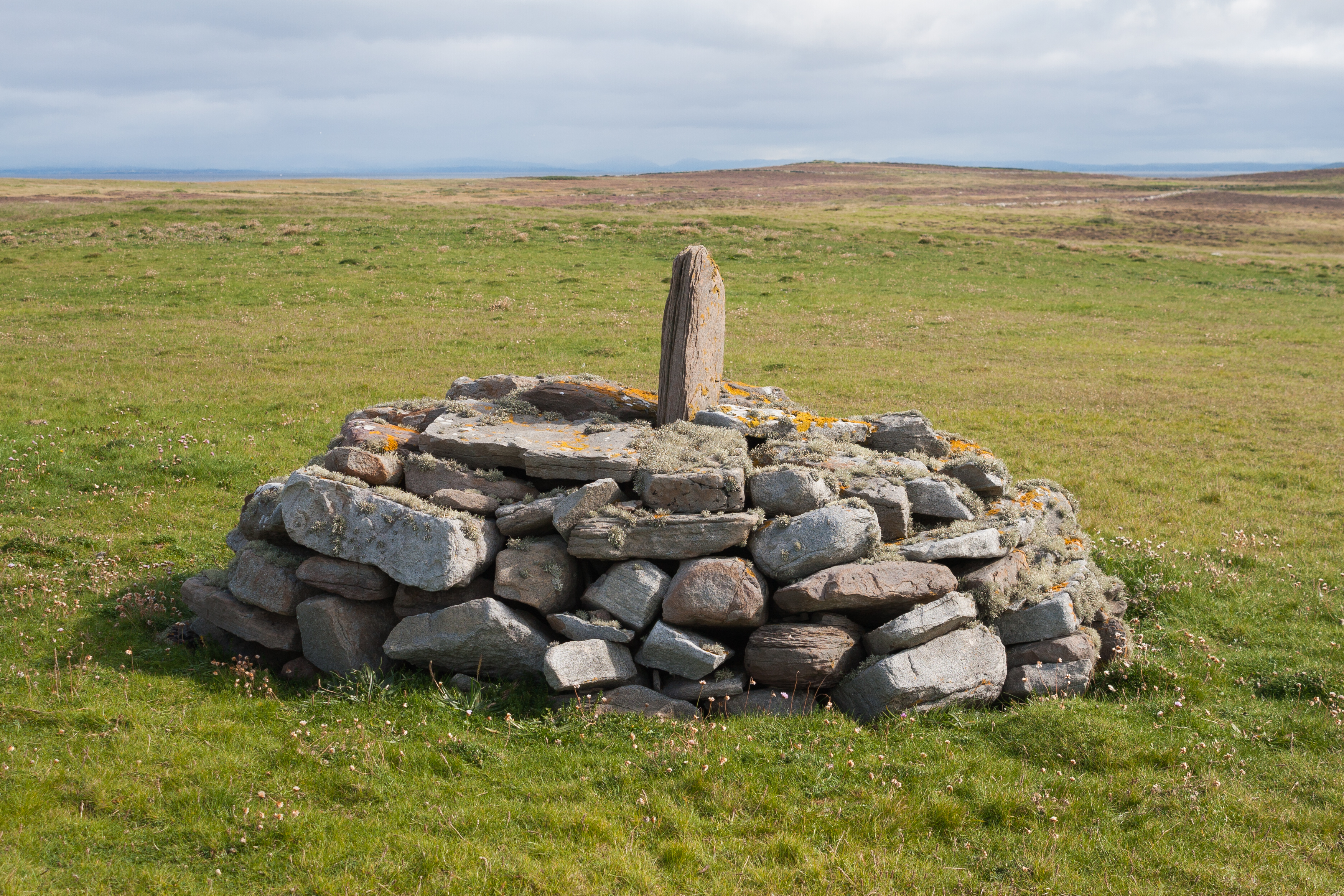
Leacht à Inishmurray.

Un leacht (au pluriel : leachta) est une petite structure en pierre rectangulaire, souvent présente dans les vieux lieux de cultes chrétiens irlandais. Si leur fonction précise est inconnue, ils ont vraisemblablement été érigés en hommage à un saint, ou servaient d'autel ou de lieu de prière dans le christianisme ancien.
Ces construction étant périssables et facilement détruites, on ne connait pas leur densité et leur répartition d’origine. Les exemples les plus connus se trouvent sur les îles de Skellig Michael et Illauntannig (îles Magharee ), toutes deux au large du comté de Kerry, et à Inishmurray, au large du comté de Sligo.